# Culicoides almeidae
Culicoides almeidae är en tvåvingeart som beskrevs av Cambournac 1970. Culicoides almeidae ingår i släktet Culicoides och familjen svidknott. Inga underarter finns listade i Catalogue of Life.